# Garching an der Alz
Garching an der Alz je obec v německé spolkové zemi Bavorsko, v zemském okrese Altötting ve vládním obvodu Horní Bavorsko. Žije zde přibližně 8 800 obyvatel.

## Geografie

### Sousední obce
| Růžice kompasu |            | Polling             | Unterneukirchen        | Růžice kompasu |
| Růžice kompasu | Engelsberg | Sever               | Burgkirchen an der Alz | Růžice kompasu |
| Růžice kompasu | Engelsberg | Garching an der Alz | Burgkirchen an der Alz | Růžice kompasu |
| Růžice kompasu | Engelsberg | Jih                 | Burgkirchen an der Alz | Růžice kompasu |
| Růžice kompasu |            | Feichten an der Alz | Kirchweidach           | Růžice kompasu |